# Richard Mastracchio
Richard Alan Mastracchio, detto Rick (Waterbury, 11 febbraio 1960), è un ex astronauta statunitense.

## Carriera
Mastracchio è nato in Connecticut, nel 1982 ha conseguito un bachelor of science in ingegneria elettronica/informatica all'Università del Connecticut presso Storrs, nel 1987 ha preso un master in ingegneria elettronica al Rensselaer Polytechnic Institute di Troy ed uno in fisica all'Università di Houston Clear Lake nel 1991.
Nel 1987 Mastracchio si è trasferito a Houston ed ha lavorato per la Rockwell Shuttle Operations Company presso il Johnson Space Center. Nel 1990 è entrato nella NASA ed ha lavorato ai software di volo dello Shuttle.
Nell'aprile del 1996 è stato selezionato come candidato astronauta e ad agosto ha iniziato l'addestramento, durato due anni, al termine del quale è stato qualificato come specialista di missione. Nel settembre del 2000 ha volato con lo Shuttle nella missione STS-106.
Ha fatto parte dell'equipaggio della STS-118 la cui partenza è avvenuta il 28 giugno 2007.
È tornato nello spazio con la missione STS-131 in cui ha compiuto 3 attività extraveicolari allo scopo di sostituire un contenitore di ammoniaca sulla stazione spaziale.
Nel 2013 ha preso parte dell'Expedition 38/39 come ingegnere di volo, arrivando alla stazione spaziale a bordo della Sojuz TMA-11M. Durante la sua permanenza a bordo ha anche svolto tre passeggiate spaziali, due con Michael Hopkins nel dicembre 2013 e una con Steven Swanson nell'aprile 2014, per riparare e sostituire delle componenti danneggiate della stazione spaziale. Mastracchio ha accumulato 53 ore e 4 minuti nello spazio aperto, diventando la quinta persona ad aver trascorso più tempo nello spazio aperto durante le passeggiate spaziali. È atterrato nelle terre del Kazakistan nel maggio 2014, insieme ai compagni Mikhail Tyurin e Koichi Wakata.